# Тарасівка (Шепетівський район)
Тара́сівка — село в Україні, у Сахновецькій сільській громаді Шепетівського району Хмельницької області. Населення становить 31 особу. Площа села становить — 0,352 км². Густота населення — 88,07 осіб/км².

## Географія
На західній околиці села пролягає автошлях Т 1804.

## Населення

### Мова
Розподіл населення за рідною мовою за даними перепису 2001 року:
| Мова       | Кількість | Відсоток |
| ---------- | --------- | -------- |
| українська | 30        | 96.77%   |
| російська  | 1         | 3.23%    |
| Усього     | 31        | 100%     |